# Trébeurden
Trébeurden (tiếng Breton: Trebeurden) là một xã của tỉnh Côtes-d’Armor, thuộc vùng Bretagne, tây bắc Pháp. Người dân ở Trébeurden được gọi là Trébeurdinais.